# Кокош (річка)
Кокош (рос. Кокошь) — річка в Російській Федерації, що протікає в Тверській та Смоленській області. Ліва притока річки Вопь (басейн Дніпра). Довжина — 32 км, площа водозабірного басейну — 376 км².